# Emeline Michel
Emeline Michel, sinh ra ở Gonaïves, là một ca sĩ người Haiti, người được gọi là "The Joni Mitchell của Haiti". Bài hát của cô sáp nhập âm nhạc compas và rara có nguồn gốc Haiti với nhạc jazz, pop, bossa nova, và samba. Cô là một vũ công hoàn hảo, ca sĩ, nhạc sĩ và nhà sản xuất đa năng. Cô đã hát một phiên bản của Jimmy Cliff 's Many Rivers to Cross tại Hope for Haiti Now: Một lợi ích toàn cầu về cứu trợ động đất.